# 科莱焦韦
科莱焦韦（義大利語：Collegiove），是意大利列蒂省的一个市镇。总面积10.76平方公里，人口208人，人口密度19.3人/平方公里（2009年）。ISTAT代码为057020。